# サーシャ・プラニンシェツ
サーシャ・プラニンシェツ（Saša Planinšec、1995年6月2日 - ）はスロベニアの女子バレーボール選手。ポジションはミドルブロッカー。スロベニア代表。

## 来歴
- クラブチーム

マリボル出身。2012年、OK Nova KBM Branikに入団。5年間在籍し、2012/13、2013/14、2016/17シーズンの国内リーグで優勝、スロベニアカップで3回のタイトルを獲得した。2017/18シーズンよりドイツブンデスリーガのドレスナーSCでプレーした。2019/20シーズンは中国の浙江でプレーし、年明けからトルコのアイドゥン・ブユクシェヒル・ベレディイェスポルと契約した。2021/22シーズンはトルコのガラタサライへ移籍し、リーグ5位となった。2022/23シーズンは再びアイドゥン・ブユクシェヒル・ベレディイェスポルでプレーした。2023/24シーズンは中国の江西でプレーした。2024年9月、ポーランドのPGE・グロット・ブドフラニ・ウッチへの移籍が発表された。
- 代表チーム

アンダーカテゴリーの代表として、2012年のジュニア欧州選手権で4位となった。2013年、シニア代表に初選出され、地中海競技大会に出場。2016年、ヨーロッパリーグに出場し銅メダルを獲得した。2017年、自国開催されたU-23世界選手権に出場し銀メダルを獲得し、自身はベストミドルブロッカー賞を受賞した。2019年のヨーロッパシルバーリーグではベストブロッカー部門1位となる活躍をみせた。2022年からは代表チームで主将を務め、年間最優秀選手賞を受賞した。 2023年、欧州選手権とパリ五輪予選に出場した。

## 球歴
- 欧州選手権 - 2017年、2019年、2023年
- オリンピック予選 - 2023年

## 受賞歴
- 2017年　U-23世界選手権 ベストミドルブロッカー賞
- 2018年　2017/18ドイツブンデスリーガ　ベストブロッカー賞
- 2022年　スロベニアバレーボール連盟による年間最優秀選手賞

## 所属クラブ
- OK Nova KBM Branik（2012-2017年）
- ドレスナーSC（2017-2019年）
- 浙江嘉善（中国語版）（2019-2020年）
- アイドゥン・ブユクシェヒル・ベレディイェスポル（2020年）
- ガラタサライ（2021-2022年）
- アイドゥン・ブユクシェヒル・ベレディイェスポル（2022-2023年）
- 江西（2023-2024年）
- PGE・グロット・ブドフラニ・ウッチ（2024-）